# Elbach
 Elbach  là một xã thuộc tỉnh Haut-Rhin trong vùng Grand Est, đồng bắc Pháp. Xã này có diện tích 3,28 km², dân số năm 1999 là 273 người. Khu vực này có độ cao trung bình 320 mét trên mực nước biển.